# Harlem – 148th Street
Harlem – 148th Street – stacja początkowa metra nowojorskiego, na linii 3. Znajduje się w dzielnicy Manhattanu - Harlem, w Nowym Jorku i zlokalizowana jest przed stacją 145th Street. Została otwarta 13 maja 1968.
W latach 1995–2008 pociągi linii 3 w nocy pomijały tę stację.